# Commiphora berryi
Commiphora berryi är en tvåhjärtbladig växtart som först beskrevs av George Arnott Walker Arnott, och fick sitt nu gällande namn av Adolf Engler. Commiphora berryi ingår i släktet Commiphora och familjen Burseraceae. Inga underarter finns listade i Catalogue of Life.